# Dragado

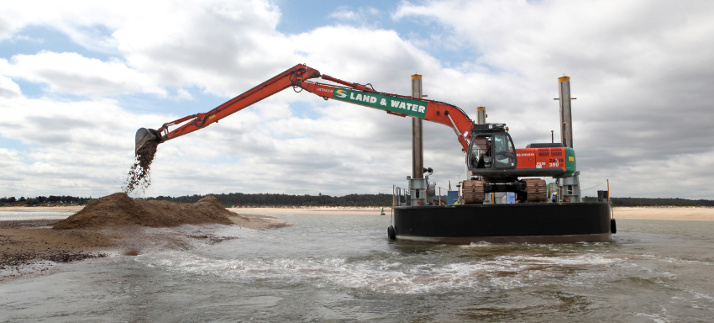
Dragado mediante una retroexcavadora.

El dragado es la operación que consiste en la limpieza y el ahondamiento de un cuerpo de agua, a partir de la remoción de rocas y sedimentos. Se lleva a cabo para aumentar la profundidad de un canal navegable o de un río, con el fin de incrementar la capacidad de transporte de agua, con lo que se evitan las inundaciones aguas abajo. Asimismo, se pretende con ello aumentar el calado de estas zonas, para facilitar el tráfico marítimo por ellas sin perjuicio para los buques, con lo que se evita el riesgo de encallamiento.
En función del material del fondo que requiere ser dragado, se utilizan diferentes tipos de dragas. Hay varios tipos de dragas comúnmente usadas en este tipo de operación: mecánica, hidráulica y mixta (mecánica/hidráulica), y cada uno de ellos tiene diferentes tipos de mecanismo y funcionamiento.
Las operaciones de dragado tienen potencialmente un impacto ambiental significativo, que debe ser oportuna y convenientemente evaluado a fin de tomar en consideración las posibles medidas de mitigación de las mismas.

## Impacto ambiental
El dragado puede perturbar y destruir los hábitats marinos y acuáticos, afectando la biodiversidad de los ecosistemas. Al resuspenderse los sedimentos del lecho marino, cambia la turbidez del agua reduciendo el acceso de luz solar perjudicando a los organismos que realizan fotosíntesis como puede ser el caso de los corales formadores de arrecife que establecen una relación simbiótica con especies de algas. También muchas especies de animales que se alimentan por filtración son afectados al taponarse sus mecanismos de filtración por el exceso de material particulado.